# Eutrichota magna
Eutrichota magna este o specie de muște din genul Eutrichota, familia Anthomyiidae. A fost descrisă pentru prima dată de Malloch în anul 1921. Conform Catalogue of Life specia Eutrichota magna nu are subspecii cunoscute.